# Erotelis smaragdus
Erotelis smaragdus är en fiskart som först beskrevs av Valenciennes, 1837.  Erotelis smaragdus ingår i släktet Erotelis och familjen Eleotridae. Inga underarter finns listade i Catalogue of Life.